# Удод Михайло Сергійович
Михайло Сергійович Удод (нар. 17 лютого 1997) — український футболіст, нападник.

## Біографія
Олександр народився 17 лютого 1997 року. Займався футболом в київському Олімпійському коледжі імені Івана Піддубного, за який виступав у ДЮФЛ з 2010 по 2014 рік.
Після завершення навчання, влітку 2014 року, став гравцем юнацької команди київського «Динамо». У першому ж своєму сезоні в першості U-19 він зіграв 19 матчів і забив 4 голи.
Влітку 2015 року Удод був заявлений за другу динамівську команду, що грала в Першій лізі. В професійних змаганнях дебютував 15 серпня 2015 року в виїзному матчі проти «Нафтовика-Укрнафти», який завершився поразкою киян 0:1, а Михайло вийшов на заміну на 75 хвилині замість Дієго Суареса. Всього до кінця року зіграв за команду 11 матчів в чемпіонаті.
На початку 2016 року був повернутий до юнацької команди «Динамо» U-19, а з наступного сезону став грати за молодіжну команду .
У лютому 2017 року перейшов до складу «Ворскли».